# Comuna de Kalisz Pomorski
Kalisz Pomorski (polaco: Gmina Kalisz Pomorski) é uma gminy (comuna) na Polónia, na voivodia de Pomerânia Ocidental e no condado de Drawski.
De acordo com os censos de 2005, a comuna tem 7.263 habitantes, com uma densidade 15,1 hab/km².

## Área
Estende-se por uma área de 480,53 km².